# جيمس كامبل (سياسي أمريكي)
جيمس كامبل (بالإنجليزية: James Campbell)‏ هو شخصية أعمال وسياسي أمريكي، ولد في 19 فبراير 1814 في مقاطعة سسكويهانا في الولايات المتحدة، وتوفي في 16 يناير 1883. حزبياً، نشط في الحزب الجمهوري. وقد انتخب عضو جمعية ولاية ويسكونسن.